# Ярди
Ярди (Yardie, или Yaadie) — термин, обозначающий преступные группировки состоящие из ямайцев или находящиеся на Ямайке. Термин произошёл от жаргонного названия, первоначально данного жителям «правительственных дворов» — объектов жилищного строительства с примитивными удобствами, располагавшихся в Тренчтауне, Джонстауне, и районах на западе Кингстона, столицы Ямайки. Тренчтаун изначально был построен как комплекс временных жилищ после разрушений, вызванных ураганом Чарли в 2004 году. Все кварталы были построены так, что они окружали центральный внутренний двор, где люди готовили еду. В этих местах были распространены бедность и преступность. Жителей Тренчтауна стали называть Yardie - от английского слова обозначающего двор - yard. Сейчас на Ямайке термином yardie принято называть людей, живущих за чертой бедности.

## История и деятельность Ярди
В течение 1950-х годов британское правительство поощряло иммиграцию в страну, чтобы получить дешёвую рабочую силу. На карибских островах принадлежащих Великобритании только что прибывшие из Ямайки иногда назывались «Yardies» из-за их более низкого финансового положения. В последующие годы насилие банд или поведение ямайцев стали известными в среде британской общественности как «культура Yardie». Термин «банды Yardie» в основном использовался британскими СМИ, чтобы описать тяжкие преступления афроамериканцев Лондона. Банды Yardie в Лондоне стали базироваться и действовать в районах Брикстон, Харлсден и Ноттинг-Хилл.
Группировки Yardie печально известны своим участием в незаконном обороте оружия и наркоторговле (особенно марихуаной и крэком) в Великобритании. В 1993 году бандиты Yardies были обвинены в убийстве полицейского Патрика Данна, застреленного во время патрулирования в Клэпхэме.
Представители британской полиции сомневаются в том, что группировки Yardie можно отнести к организованной преступности, так как, вероятно, у них нет развитой иерархической структуры или центрального руководства, в лучшем случае банды могут являться независимыми, участники группировок не часто совершают крупные преступления и не предпринимают серьёзных попыток наладить сотрудничество с коррумпированными представителями власти. Учёные отметили тенденцию называть «Yardie» чернокожих британских преступников, из-за стереотипов и социальных проблем.
Правоохранительными органами был проведён ряд операций по борьбе с Yardie и чёрными преступными группировками, в частности операция «Трезубец» в окрестностях Лондона. Группировки Yardie (или ОПГ, которых принимают за Yardie) также, вероятно, активно действуют в Бристоле, Бирмингеме, Абердине, Эдинбурге и Ноттингеме, но в меньшей степени. При этом существует мнение, что такие масштабы деятельности и влияние группировок Yardies — миф.
Группировки Yardie действуют в Великобритании, США, Канаде и на Ямайке.

## В культуре
- Британский писатель ямайского происхождения Виктор Хэдли в 1992 году написал роман под названием Yardie.

### Кино и телевидение
- The Harder They Come (1972)
- Live and Let Die (1973)
- Marked for Death (1990)
- Predator 2 (1990)
- Rumble in the Bronx (1995)
- Belly (1998)
- Caught Up (film), (1998)
- Snatch (2000)
- Shottas (2002)
- Triads, Yardies and Onion Bhajees (2003)
- Rollin' with the Nines (2006)
- Running Scared (2006)
- Ross Kemp on Gangs (2007)
- The Other Guys (2010)
- Out the Gate (2011)
- Castle (2012)
- Luke Cage (2018)
- Yardie (2018)
- Top Boy (2019)
- Gangs of London (2020)

### Видеоигры
- Grand Theft Auto (1997)
- Grand Theft Auto III (2001)
- The Getaway (2002)
- The Getaway: Black Monday (2004)
- Grand Theft Auto Advance (2004)
- Grand Theft Auto: Liberty City Stories (2005)
- Gangs of London (2006)
- Grand Theft Auto IV (2008)
- Mercenaries 2: World in Flames(2008) - Pirates is based on the Yardies